# Vanai
Vanāī (farsi ونايي) è una città dello shahrestān di Borūjerd, circoscrizione Oshtorinan, nella provincia del Lorestan. Aveva, nel 2006, una popolazione di 4.649 abitanti.